# 异囊地蛛
异囊地蛛（学名：Atypus heterothecus）为地蛛科地蛛属的动物。在中国大陆，分布于湖南、江西、广西、浙江等地，常栖息于山林树木根部筑巢 穴居。该物种的模式产地在湖南。